# 기시오쿠 유지
기시오쿠 유지(일본어: 岸奥 裕二, 1954년 4월 2일 ~ )는 일본의 전 축구 선수이다.

## 국가대표팀 경력
그는 1979년 재팬컵에 참가할 일본 국가대표팀에 발탁되었으며, 5월 31일 인도네시아와의 경기에서 데뷔했다. 그는 1980년까지 국제 A매치 통산 10경기에 출전, 2득점을 넣었다.

## 통계
| 일본 | 일본 | 일본 |
| 연도 | 출전 | 득점 |
| ---- | ---- | ---- |
| 1979 | 5    | 0    |
| 1980 | 5    | 2    |
| 통산 | 10   | 2    |